# ABA liga 2021./22.
ABA liga 2021./22. bila je 21. sezona ABA lige. U ligi se natjecalo 14 momčadi iz Bosne i Hercegovine, Hrvatske, Crne Gore, Srbije i Slovenije.

## Klubovi
U ligi se natjecalo 14 momčadi, uključujući 13 momčadi iz prethodne sezone te prvoplasiranu momčad Druge ABA lige u sezoni 2020./21.

### Ušao
- Studentski centar – pobjednik Druge ABA lige u sezoni 2020./21.

### Ispao
- Koper Primorska – diskvalificiran iz natjecanja u prosincu 2020.

| Klub              | Grad          | Dvorana                           | Kapacitet |
| ----------------- | ------------- | --------------------------------- | --------- |
| Borac Čačak       | Čačak         | Hala Borac                        | 4000      |
| Budućnost         | Podgorica     | Sportski centar Morača            | 6000      |
| Cedevita Olimpija | Ljubljana     | Arena Stožice                     | 12.480    |
| Cibona            | Zagreb        | Košarkaški centar Dražen Petrović | 5400      |
| Crvena zvezda     | Beograd       | Dvorana Aleksandar Nikolić        | 8000      |
| FMP               | Beograd       | Dvorana Železnik                  | 3000      |
| Igokea            | Aleksandrovac | Športska dvorana Laktaši          | 3050      |
| Krka              | Novo Mesto    | Dvorana Leon Štukelj              | 2500      |
| Mega Bemax        | Beograd       | Hala sportova Ranko Žeravica      | 5000      |
| Mornar            | Bar           | Sportska dvorana Topolica         | 2625      |
| Partizan          | Beograd       | Štark arena                       | 18.386    |
| Split             | Split         | Športski centar Gripe             | 3500      |
| Studentski centar | Podgorica     | Sportski centar Morača            | 6000      |
| Zadar             | Zadar         | Dvorana Krešimira Ćosića          | 7997      |

## Regularna sezona
Regularna sezona počela je 25. studenog 2021.

### Tablica
| Mjesto | Klub              | OU | P  | I  | DK   | PK   | KR   | Bodovi |                          |
| ------ | ----------------- | -- | -- | -- | ---- | ---- | ---- | ------ | ------------------------ |
| 1.     | Crvena zvezda     | 26 | 24 | 2  | 2140 | 1819 | +321 | 50     | polufinale doigravanja   |
| 2.     | Partizan          | 26 | 22 | 4  | 2178 | 1840 | +338 | 48     | polufinale doigravanja   |
| 3.     | Budućnost         | 26 | 19 | 7  | 2102 | 1902 | +200 | 45     | četvrtfinale doigravanja |
| 4.     | Cedevita Olimpija | 26 | 18 | 8  | 2205 | 2056 | +149 | 44     | četvrtfinale doigravanja |
| 5.     | Igokea            | 26 | 15 | 11 | 2053 | 1959 | +94  | 41     | četvrtfinale doigravanja |
| 6.     | FMP               | 26 | 14 | 12 | 2121 | 2097 | +24  | 40     | četvrtfinale doigravanja |
| 7.     | Studentski centar | 26 | 12 | 14 | 2107 | 2212 | −105 | 38     |                          |
| 8.     | Cibona            | 26 | 11 | 15 | 2014 | 2005 | +9   | 37     |                          |
| 9.     | Mornar            | 26 | 10 | 16 | 1986 | 2056 | −70  | 36     |                          |
| 10.    | Mega Bemax        | 26 | 10 | 16 | 2043 | 2101 | −58  | 36     |                          |
| 11.    | Borac Čačak       | 26 | 9  | 17 | 1962 | 2098 | −136 | 35     | doigravanje              |
| 12.    | Zadar             | 26 | 8  | 18 | 1899 | 2046 | −147 | 34     |                          |
| 13.    | Split             | 26 | 6  | 20 | 1848 | 2102 | −254 | 32     |                          |
| 14.    | Krka              | 26 | 4  | 22 | 1813 | 2178 | −365 | 30     | ispao u Drugu ABA ligu   |

## Dogravanje
Dana 13. rujna 2021. ABA liga odlučila je da će se šest najbolje plasiranih momčadi plasirati u doigravanje.

### Četvrtfinala
| Prvi klub         | Rezultat | Drugi klub | Prva utakmica | Druga utakmica | Treća utakmica |
| ----------------- | -------- | ---------- | ------------- | -------------- | -------------- |
| Budućnost         | 2:0      | FMP        | 76:70         | 79:74          | –              |
| Cedevita Olimpija | 2:0      | Igokea     | 93:79         | 74:69          | –              |

### Polufinala
| Prvi klub     | Rezultat | Drugi klub        | Prva utakmica | Druga utakmica     | Treća utakmica |
| ------------- | -------- | ----------------- | ------------- | ------------------ | -------------- |
| Crvena zvezda | 2:1      | Cedevita Olimpija | 93:82         | 80:88 (produžetci) | 88:78          |
| Partizan      | 2:1      | Budućnost         | 82:66         | 71:72              | 101:77         |

### Finale
| Prvi klub     | Rezultat | Drugi klub | Prva utakmica | Druga utakmica | Treća utakmica | Četvrta utakmica | Peta utakmica |
| ------------- | -------- | ---------- | ------------- | -------------- | -------------- | ---------------- | ------------- |
| Crvena zvezda | 3:2      | Partizan   | 90:76         | 85:81          | 67:70          | 84:112           | 80:77         |

## Doigravanje za ispadanje
Trinaesti klub iz ABA lige te drugi klub Druge ABA lige trebali su igrati doigravanje za mjesto u idućoj sezoni ABA lige. U ABA ligi se po pravilima smije natjecati najviše pet klubova iz iste države. Budući da je Zlatibor bio prvak Druge ABA lige, u doigravanju je umjesto Splita igrao Borac Čačak.
| 1. klub     | rezutat | 2. klub  | 1. utakmica | 2. utakmica | 3. utakmica |
| ----------- | ------- | -------- | ----------- | ----------- | ----------- |
| Borac Čačak | 2:0     | Zlatibor | 85:80       | 87:66       | –           |